# Mo (film din 2019)
Mo este un film românesc din 2019 regizat de Radu Dragomir. Rolurile principale sunt interpretate de actorii Răzvan Vasilescu, Dana Rogoz, Mădălina Craiu.

## Prezentare
Mo și prietena ei sunt prinse copiind de către cel mai sever profesor din facultate. După ce îl roagă să mai dea o data examenul, profesorul le invită la el acasă. Aici, cele două studente vor fi supuse unui examen neașteptat. Totul pare o glumă, până când Mo își pierde controlul.

## Distribuție
Distribuția filmului este alcătuită din:
- Mădălina Craiu
- Dana Rogoz
- Răzvan Vasilescu